# Kearny (New Jersey)
Kearny ist eine Stadt im Hudson County, New Jersey, Vereinigte Staaten. Die Stadt wurde nach Philip Kearny, einem General des Amerikanischen Bürgerkriegs, benannt. Das U.S. Census Bureau hat bei der Volkszählung 2020 eine Einwohnerzahl von 41.999 ermittelt.

## Geographie
Nach den Angaben des United States Census Bureaus hat die Stadt eine Gesamtfläche von 26,4 km2, wovon 23,7 km2 Land und 2,7 km2 (10,30 %) Wasser ist.

## Demographie
Nach der Volkszählung von 2000 gibt es 40.513 Menschen, 13.539 Haushalte und 9.802 Familien in der Stadt. Die Bevölkerungsdichte beträgt 1.711,4 Einwohner pro km2. 75,75 % der Bevölkerung sind Weiße, 3,97 % Afroamerikaner, 0,37 % amerikanische Ureinwohner, 5,50 % Asiaten, 0,07 % pazifische Insulaner, 10,04 % anderer Herkunft und 4,31 % Mischlinge. 27,34 % sind Latinos unterschiedlicher Abstammung.
Von den 13.539 Haushalten haben 34,6 % Kinder unter 18 Jahre. 53,8 % davon sind verheiratete, zusammenlebende Paare, 13,2 % sind alleinerziehende Mütter, 27,6 % sind keine Familien, 21,8 % bestehen aus Singlehaushalten und in 8,8 % Menschen sind älter als 65. Die Durchschnittshaushaltsgröße beträgt 2,81, die Durchschnittsfamiliengröße 3,28.
21,5 % der Bevölkerung sind unter 18 Jahre alt, 10,7 % zwischen 18 und 24, 35,7 % zwischen 25 und 44, 21,3 % zwischen 45 und 64, 10,9 % älter als 65. Das Durchschnittsalter beträgt 35 Jahre. Das Verhältnis Frauen zu Männer beträgt 100:106,6, für Menschen älter als 18 Jahre beträgt das Verhältnis 100:107,0.
Das jährliche Durchschnittseinkommen der Haushalte beträgt 47.757 USD, das Durchschnittseinkommen der Familien 54.596 USD. Männer haben ein Durchschnittseinkommen von 38.672 USD, Frauen 30.620 USD. Der Prokopfeinkommen der Stadt beträgt 20.886 USD. 8,6 % der Bevölkerung und 6,1 % der Familien leben unterhalb der Armutsgrenze, davon sind 9,1 % Kinder oder Jugendliche jünger als 18 Jahre und 10,0 % der Menschen sind älter als 65.

## Söhne und Töchter der Stadt
- John Harkes (* 1967), Fußballer und Assistenztrainer bei Red Bull New York in der Major League Soccer
- Jeffrey Klepacki (* 1968), Ruderer, dreifacher Weltmeister
- Tony Mottola (1918–2004), Gitarrist
- William Graham Walker (* 1935), Diplomat
- Dick Weisgerber (1913–1984), American-Football-Spieler